# Cuspidaria subtorta
Cuspidaria subtorta är en musselart som först beskrevs av Sars 1878.  Cuspidaria subtorta ingår i släktet Cuspidaria och familjen Cuspidariidae. Inga underarter finns listade i Catalogue of Life.